# Buscando un amigo para el fin del mundo
Buscando un amigo para el fin del mundo (título original en inglés: Seeking a Friend for the End of the World) es una película estadounidense de comedia dramática de 2012 escrita y dirigida por Lorene Scafaria y protagonizada por Keira Knightley y Steve Carrell.
El título original del film y su trama hacen referencia directa a la famosa canción "Preaching the End of the World" de Chris Cornell, lanzada en su álbum de 1999 Euphoria Morning.

## Argumento
El fin del mundo se acerca debido a un asteroide que amenaza a la tierra y, con ello, el fin de la Humanidad. Tras ser abandonado por su esposa, un hombre llamado Dodge (Steve Carrell) como una última voluntad antes de que llegue el fin, decide buscar a Olivia, su antigua novia de la secundaria, después de que su joven vecina llamada Penny (Keira Knightley), quien acaba de abandonar a uno de sus muchos novios, Owen (Adam Brody), le entregara una carta enviada hace meses y que tenía ella por equivocación del cartero. Penny se ofrece a acompañar a Dodge en la búsqueda por 'el amor de su vida', a cambio que él la ayude a volver a ver a su familia en Inglaterra, dado que Dodge conoce a 'alguien' que tiene un avión, ya que ni las aerolíneas ni los pilotos privados están realizando vuelos.
Durante el viaje, se enteran de que el meteorito se adelantó una semana, y quedaban sólo unos pocos días de vida. Cuando finalmente llegan a destino, descubren que Olivia, el viejo amor de Dodge, ya no estaba y se había ido con su familia. La relación entre Dodge y Penny cada vez es más estrecha.
Dodge va a la casa de la familia de Olivia, pero decide no verla y sólo le deja una carta a Olivia bajo la puerta como una despedida, ya que se da cuenta de que está enamorado de Penny. Aprovechando el poco tiempo que les queda, se dirigen a la casa del padre de Dodge, con quien mantenía una relación bastante conflictiva por su abandono cuando era niño.
El padre de Dodge, que fue piloto y tenía una avioneta propia, le concede un último deseo a su hijo, llevar a Penny con su familia de vuelta a Inglaterra. Dodge se despide de ella mientras duerme profundamente, susurrando que Penny es el 'amor de su vida'.
Una vez de vuelta en su departamento y esperando la inminente muerte, Dodge ve que Penny ha vuelto. Ella le explica que le pidió a su padre que la trajera de vuelta con Dodge, porque era con la única persona que quería vivir sus últimas horas y que lamenta no haberlo conocido antes. Dodge responde que se conocieron en el momento oportuno de sus vidas.
La película finaliza con Dodge y Penny abrazados en la cama consolándose mutuamente, enamorados y esperando juntos el fin del mundo.

## Reparto
- Keira Knightley como Penny.
- Steve Carell como Dodge.
- T.J. Miller como Chipper Host.
- Melanie Lynskey como Karen.
- Amy Schumer como Lacey.
- Adam Brody como Owen.
- Gillian Jacobs como Katie.
- Rob Corddry como Warren.
- Connie Britton como Diane.
- William Petersen como Camionero.
- Patton Oswalt como Roache.
- Derek Luke como Speck.
- Rob Huebel como Jeremy.
- Melinda Dillon como Rose.
- Mark Moses como Anchorman.
- Marshall Manesh como Hombre indio.

## Recepción
La película recibió críticas mixtas de los críticos. Según Rotten Tomatoes, el 55% de los críticos le dio una revisión positiva,"con encanto y bien actuado, Seeking a Friend for the End of the World es, por desgracia, paralizado por bruscos cambios de tono y un acto final decepcionante". Escribiendo para la revista Vogue, el crítico de cine Nathan Heller señaló que el guion era "desesperadamente necesitado de una buena edición", aunque elogió la actuación de Knightley y Carell, afirmando:" Carell y, más sorprendentemente, Knightley son cómicos con suficiente dominio para vender las bromas".
El sitio IMDb la calificó con un 6.7 sobre 10. Y Metacritic 59% de críticas positivas entre los críticos y 6.9 sobre 10.
La película tuvo un mal estreno en la taquilla, en su primer fin de semana, ganando sólo $ 3 millones y logró debutar en el número 4 en la taquilla del Reino Unido para la semana que finalizó el 15 de julio de 2012.